# Bras élévateur articulé
Pour les articles homonymes, voir BEA.
Le bras élévateur aérien (BEA) est un véhicule des sapeurs-pompiers, dérivé des bras élévateurs civils, permettant notamment le travail et l'accès en hauteur ou en profondeur. 
Il se compose d'un poids-lourd sur lequel est monté bras élévateur au bout duquel se trouve une nacelle. Ses caractéristiques sont variables, tant pour le poids qu'il peut emporter que pour sa hauteur atteignable, allant de quelques mètres pour les plus petits, à 112 mètres pour le record mondial.
Il se différencie de la grande échelle, par le fait que son bras soit articulé (là où l’échelle est uniquement rétractable), bien que celui-ci puisse-t-également disposer d'une échelle.

## Caractéristiques
Le bras élévateur en lui-même est généralement conçu par une société spécialisée, alors que le véhicule est un poids-lourd classique qui a été adapté pour l'occasion.

### Hauteur atteignable

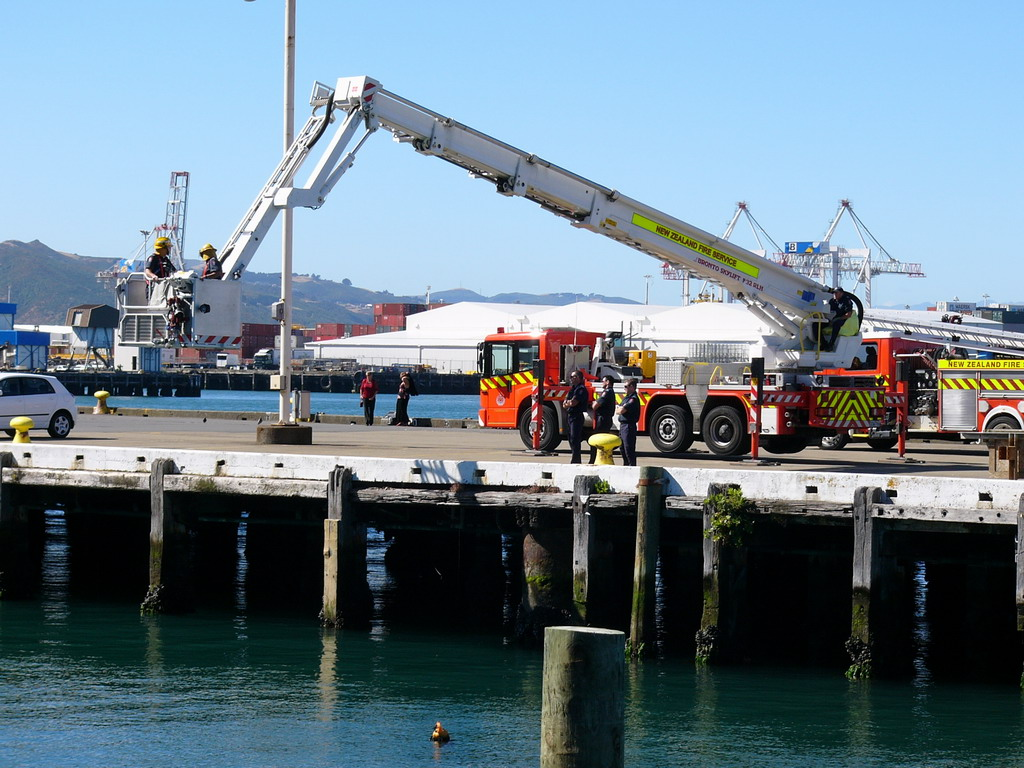
Accès à une profondeur via un BEA de Nouvelle-Zélande.

Bien que les hauteurs soient variables, on retrouve principalement des hauteurs standard de BEA (tout comme les camions échelle, notamment celle de 32 mètres qui équivaut à un immeuble de 10 étages.

### Charge utile
Les nacelles sont généralement conçues pour emporter deux hommes et du matériel (200 kg). Mais leur charge utile reste variable, pouvant monter jusqu'à 500 kg dans certains cas.

## Utilisation
Le bras élévateur articulé permet notamment:
- D'atteindre des hauteurs ou des profondeurs.
- D'effectuer des sauvetages (par exemple lors d'un incendie).
- D'effectuer des évacuations de personnes allongées sur un brancard par une fenêtre.
- De servir de tour à eau via des lances d'incendie montées sur la nacelle.

Les limites d'utilisation dépendront notamment :
- De la possibilité ou non de déployer l’entièreté des stabilisateurs.
- De la vitesse du vent.
- De l'inclinaison du sol (rue à pente trop importante par exemple).

## Galerie

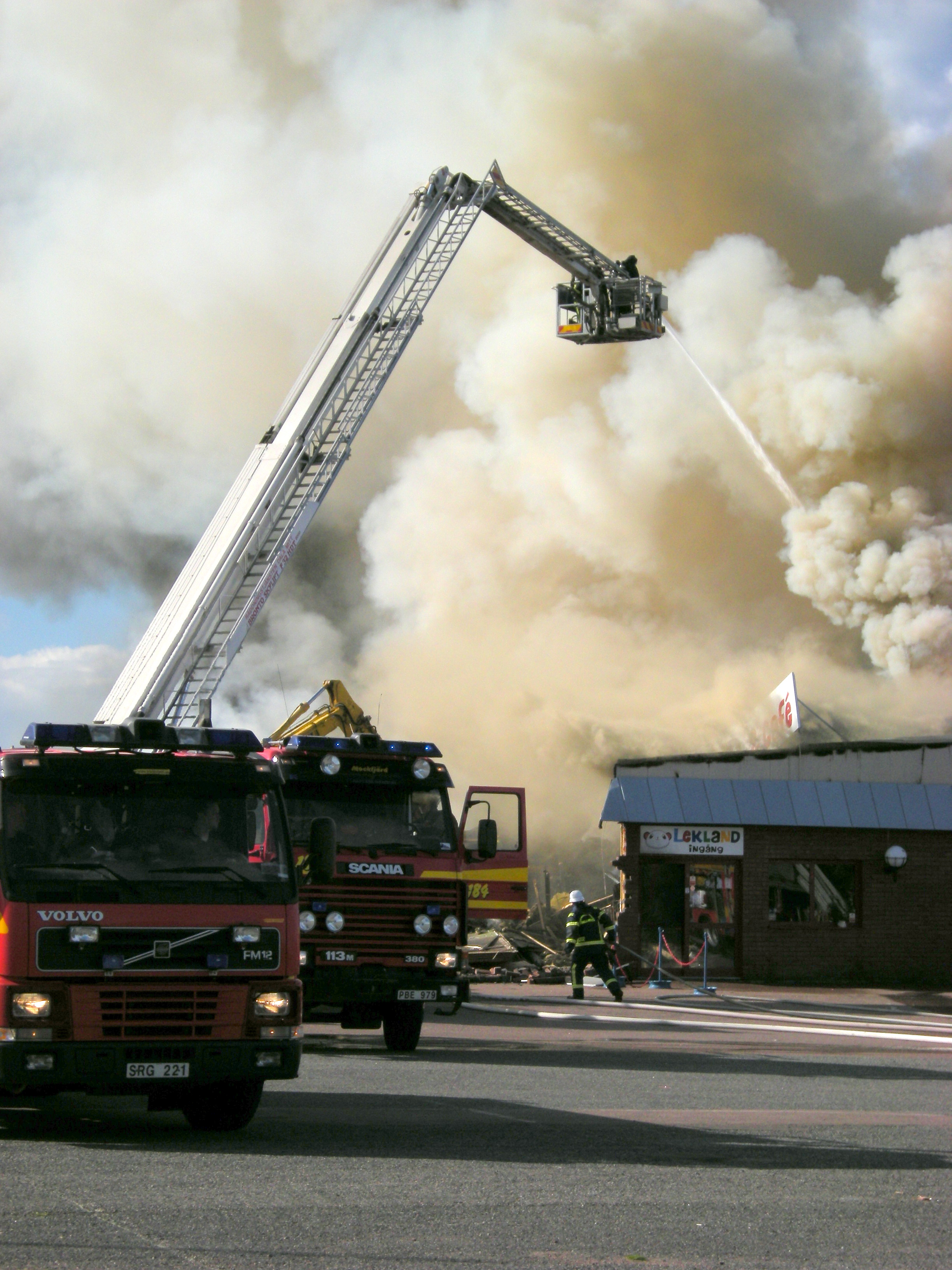
BEA utilisé comme tour à eau pour lutter contre un incendie en Suède.
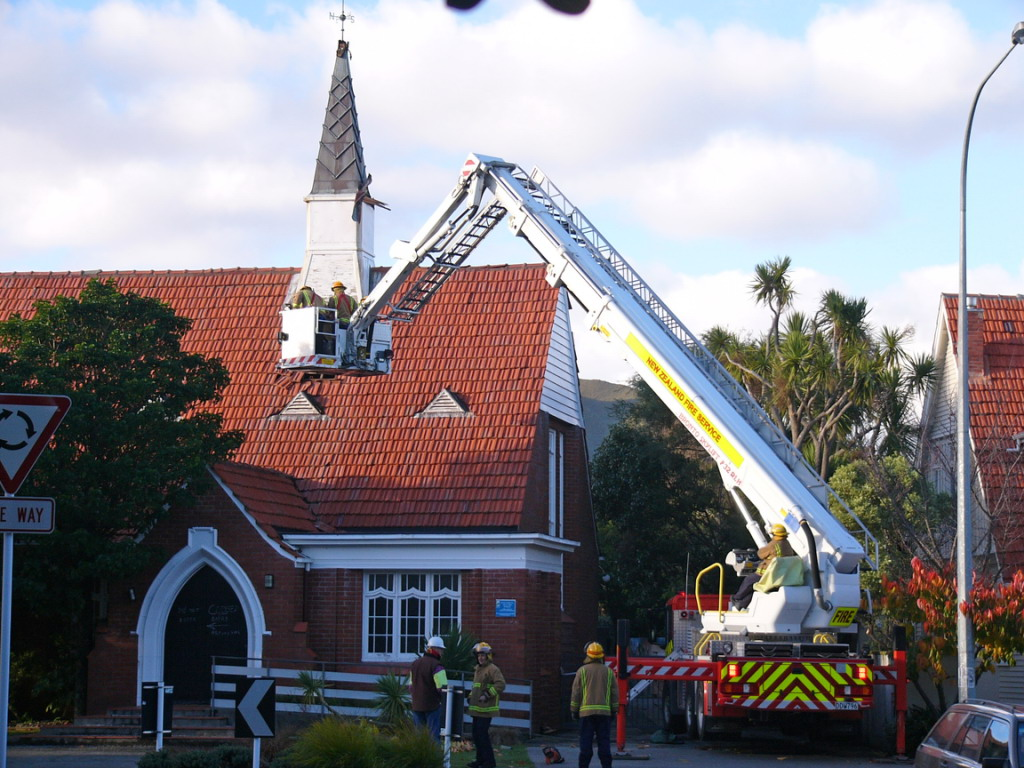
BEA anglais utilisé pour accéder à une toiture.
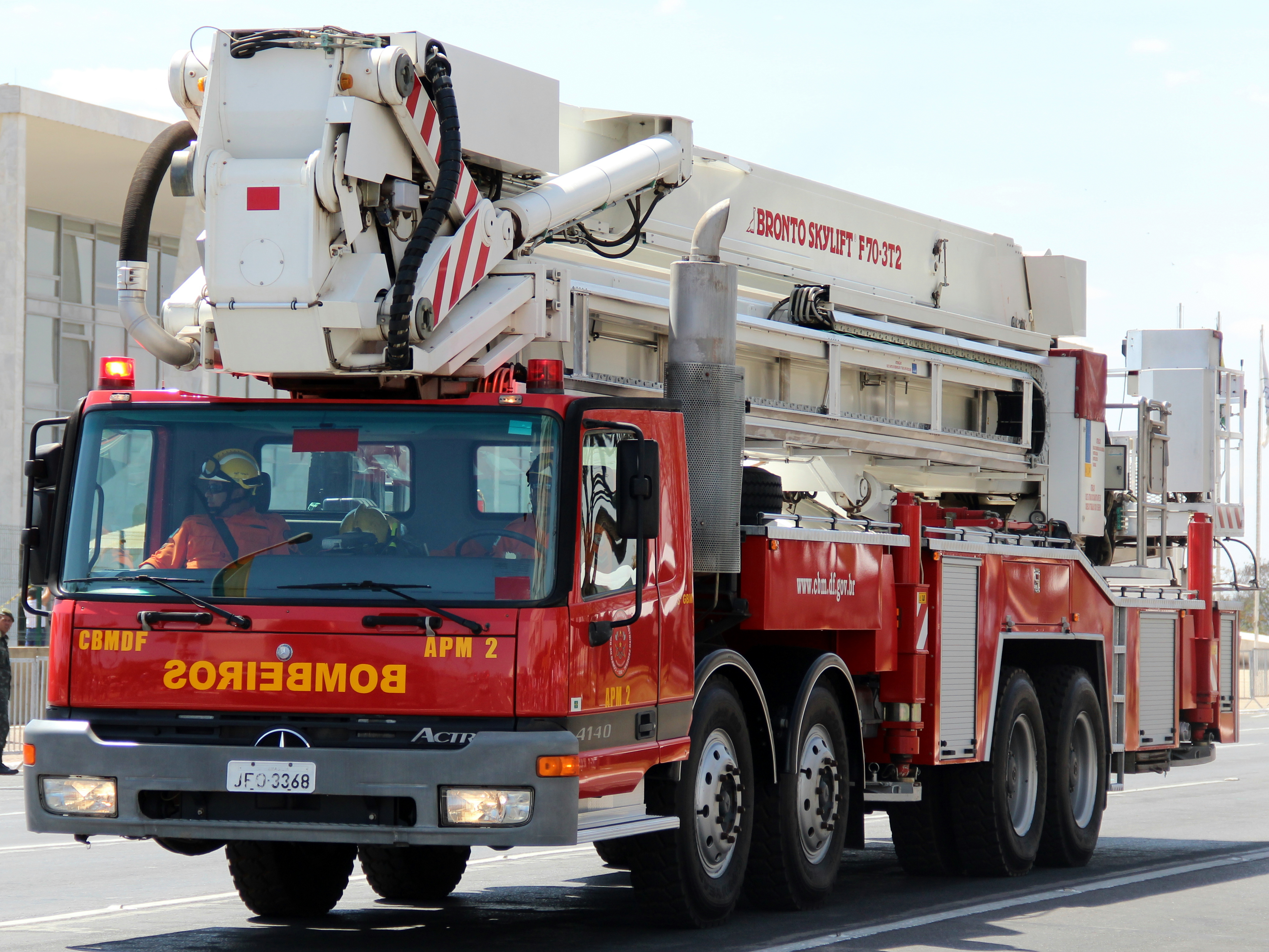
BEA de 70 mètres, au Brésil.
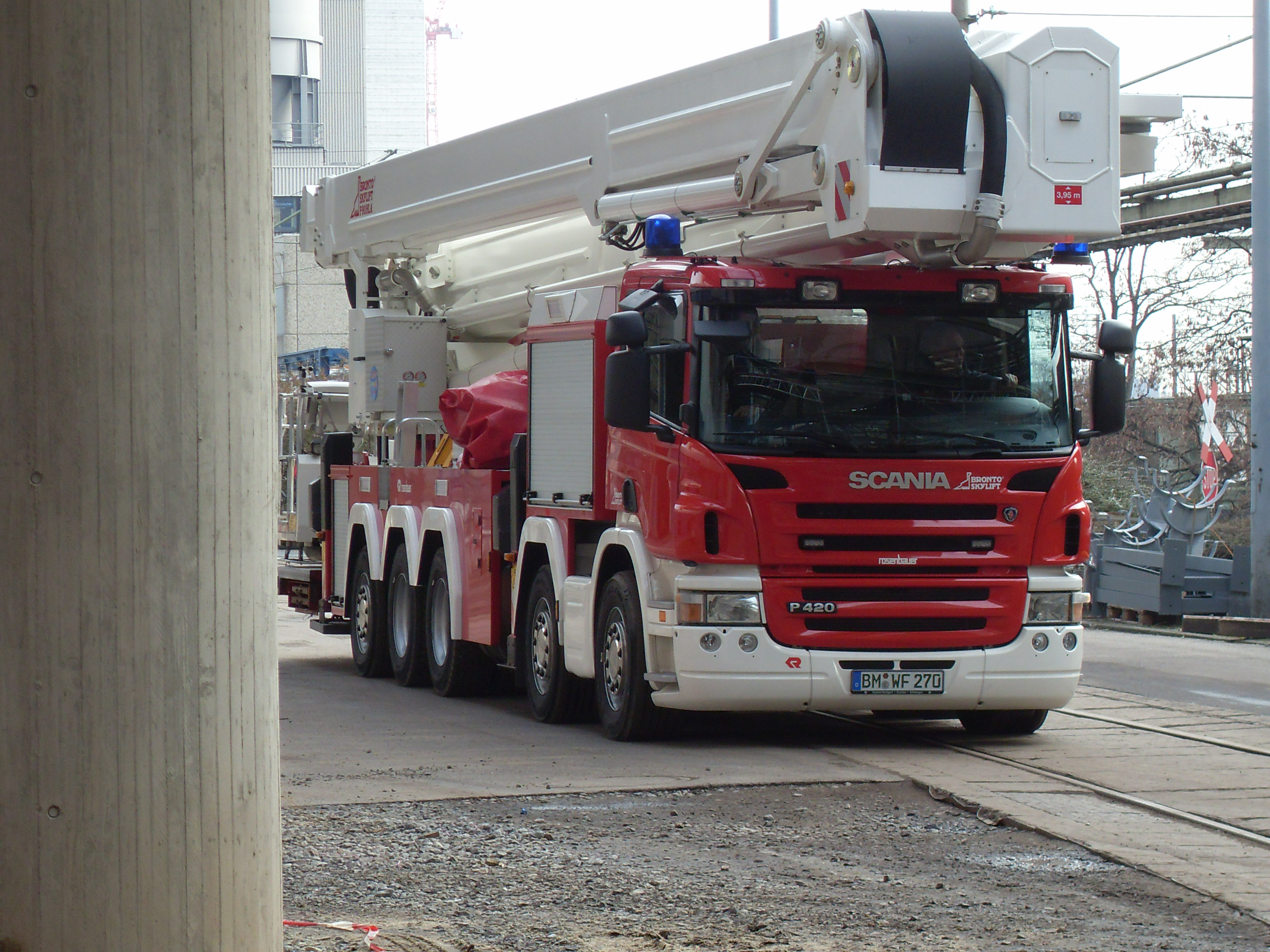
BEA de 90mètres de la firme Bronto Skylift à Cologne.
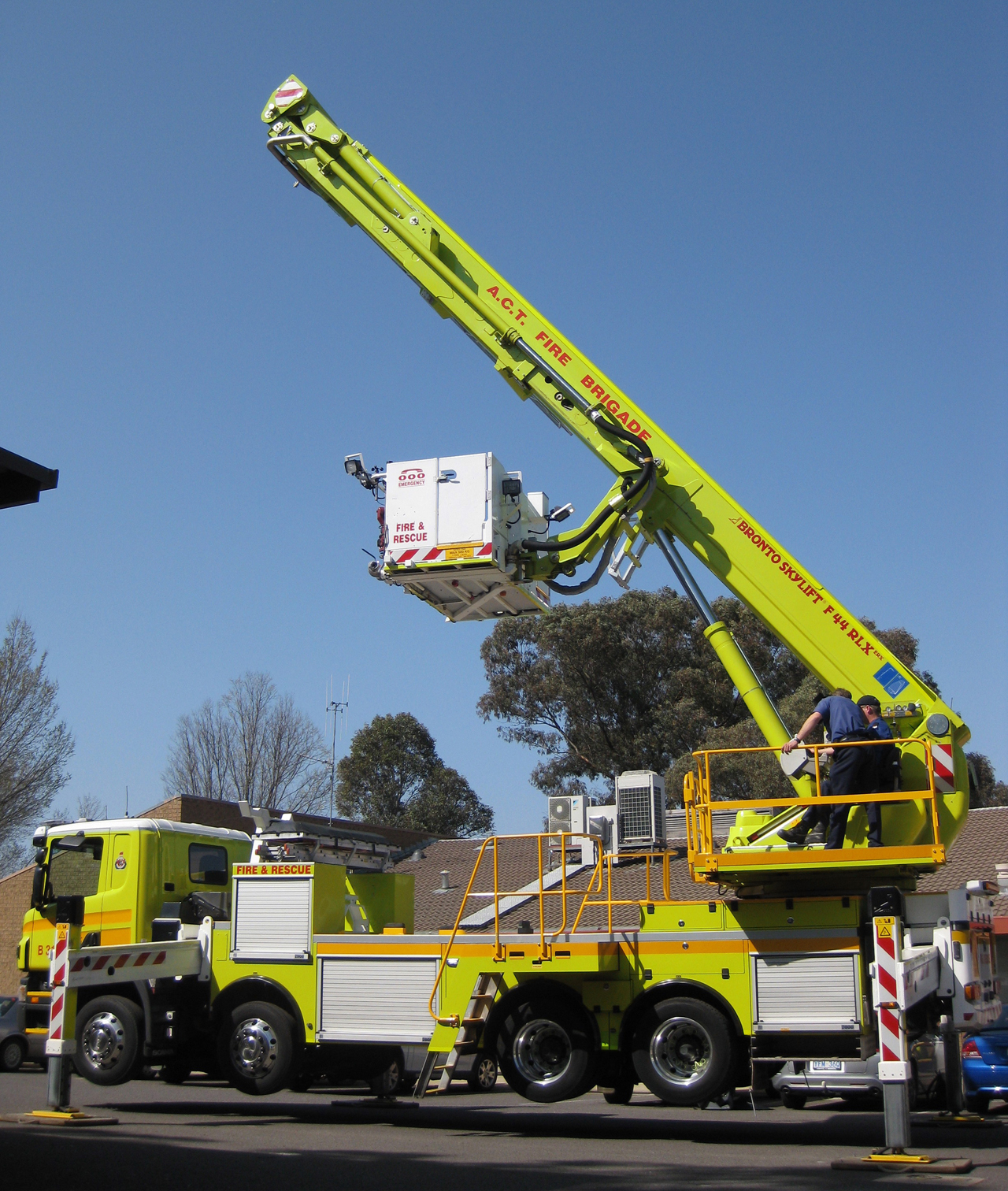
BEA australien.